# Adcock (rzeka)
Adcock – rzeka w Australii, w stanie Australia Zachodnia. Ma 118 km długości. Źródło rzeki znajduje się w paśmie górskim Phillips Range, w centralnej części wyżyny Kimberley. Uchodzi do rzeki Fitzroy. Została nazwana w 1898 roku przez odkrywcę Franka Hanna na cześć Charlesa i Williama Adcocków z miejscowości Derby, którzy zaopatrzyli go w racje żywnościowe. W rzece występują gatunki ryb Hannia greenwayi, Mogurnda oligolepis oraz Glossogobius giurus. 